# Четвёртая речь против Филиппа
«Четвёртая речь против Филиппа» (др.-греч. κατὰ Φιλίππου D) — речь, приписываемая древнегреческому оратору Демосфену, сохранившаяся в составе «демосфеновского корпуса» под номером X. Современные учёные полагают, что она была написана позже неизвестным античным автором.
По своему содержанию речь примыкает к двум другим выступлениям Демосфена против царя Македонии Филиппа II, датированным 341 годом до н. э., — «Третьей речи против Филиппа» и «О делах в Херсонесе». Здесь оратор снова говорит о том, что Филипп уже начал войну и что нужно со всей энергией готовиться к масштабному конфликту. При этом отдельные места в речи совпадают с текстом «О делах в Херсонесе» и «Второй речи против Филиппа», к тому же оратор защищает практику раздачи зрелищных денег (а Демосфен был её противником). В связи с этим учёные полагают, что речь была написана кем-то другим в более позднюю эпоху. При работе над ней явно использовались подлинные произведения Демосфена.